# Вакуумная аспирация
Ва́куумная аспира́ция, или ва́куум-аспира́ция (от лат. vacuum — пустота и aspiratio — вдыхание), в обиходе иногда называемая мини-аборт, — это метод искусственного прерывания нежелательной или патологической (замершей) беременности путём извлечения (отсасывания) плода с помощью специального вакуумного отсоса. Вакуумная аспирация наряду с медикаментозным абортом является безопасной технологией проведения аборта по классификации ВОЗ. Вакуумная аспирация проводится на ранних сроках беременности (до 12 недель задержки менструации). По данным ВОЗ, специалисты, прошедшие надлежащую подготовку, могут проводить безопасный аборт методом вакуумной аспирации при сроке беременности до 12 недель, а опытные специалисты при наличии канюлей подходящего размера — вплоть до 15 недель.

## Операция
Вакуумная аспирация проводится с помощью виброрасширителя маленького размера или расширителя Гегара № 7, которые открывают шейку матки настолько, чтобы было возможно введение абортивных инструментов. У повторнобеременных обычно проводится без расширения шейки матки. В матку вводится канюля (полиэтиленовая или металлическая), прикреплённая к электронасосу, и плодное яйцо высасывается наружу: в полости матки создаётся равномерное отрицательное давление, которое способствует самопроизвольному отделению плодного яйца независимо от его локализации.
Операция длится всего 2—5 минут, является малоболезненной и не требует общего обезболивания. Может проводиться под местной анестезией.
После вакуумной аспирации необходимо пройти УЗИ-контроль, чтобы убедиться, нет ли остатков. В случае неполного аборта остатки тканей отсасываются или же выскабливаются с помощью кюретки.

## Преимущества
- Не причиняет травмы шейке матки и сопровождается минимальной кровопотерей[1]
- Простота и непродолжительность операции, возможность её проведения в амбулаторных условиях
- Слизистая оболочка матки получает минимальные повреждения, таким образом происходит более быстрое восстановление целостности маточной полости, чем при обычном аборте
- При прерывании беременности на малых сроках гормональная перестройка организма менее выражена, чем при прерывании беременности выскабливанием, проводимым на 8—12 неделе
- Возможно проведение мини-аборта без наркоза (если у женщины аллергия или непереносимость анестетиков, тяжёлые хронические болезни), под местной анестезией[3]
- Восстановление менструальной функции в среднем через 40—43 дня.

## Возможные осложнения
Все осложнения процедуры можно разделить на ранние и поздние, к ранним относятся возникшие непосредственно в ходе аборта, или в течение недели после него. К поздним относятся осложнения возникшие более чем через 7 дней после выполнения процедуры.
- Наиболее частым осложнением является так называемый неполный аборт, при котором часть или всё плодное яйцо остаётся в матке и беременность не прерывается. Для исключения подобных случаев необходимо проведение ультразвукового исследования и наблюдения у врача 1—2 месяца после аборта.
- В некоторых случаях боли внизу живота (из-за сокращений матки), похожие на менструальные боли. Как и от менструальных болей, от них можно избавиться с помощью спазмолитиков.
- Нарушения менструального цикла.
- Воспалительные заболевания половых органов.
- Гормональные нарушения.
- Пневмоэмболия — закупорка крупных сосудов воздушным тромбом. Является следствием ошибки врача, когда в полости матки создается положительное давление вместо отрицательного и воздух попадает в кровеносную систему.
- Перфорация матки и ранение смежных органов при перфорации матки. Это может случиться при зондировании полости матки металлическим маточным зондом при измерении длины полости матки.